# L'Energètica
L'Energètica, cuya razón social es Energies Renovables Públiques de Catalunya, S.A.U., es una empresa pública de energía de Cataluña constituida el 4 de octubre de 2022, con el objetivo de "reducir las emisiones de gases de efecto invernadero en un 55% para el año 2030 y alcanzar la neutralidad de emisiones de carbono en 2050". La empresa, constituida como sociedad, permitiría a la Generalitat incidir en el mercado de la energía en Cataluña y aprovechar el potencial de las instalaciones, edificaciones e infraestructuras de la Generalitat de Cataluña y el sector público. Según sus estatutos, la sociedad sería de capital, anónima y unipersonal.
Los ámbitos esenciales de actuación de esta empresa pública se centran en la generación de energía procedente de fuentes renovables. El presidente del consejo de administración de la compañía sería nombrado por el Consejo Ejecutivo del Gobierno, y, además de la junta general de accionistas y el consejo de administración, la empresa contaría con un consejo asesor formado por expertos en energía. La empresa fue impulsada por el Departamento de Acción Climática, Alimentación y Agenda Rural, aunque también intervendría el Departamento de Economía y Hacienda.
La finalidad de esta empresa sería que la Generalitat de Cataluña lograra la autosuficiencia energética, aunque no generaría "beneficios directos" para la población. Los particulares no podrán convertirse en clientes de la nueva energética catalana, pero la Generalitat tendría la capacidad de dirigir excedentes a hogares en situación de vulnerabilidad, además de gestionar los recursos con mayor eficiencia gracias al autoconsumo del sector público.

## Consejo de Administración
El consejo de administración de Energies Renovables Públiques de Catalunya está compuesto por los titulares de las siguientes entidades:
- La Secretaría de Acción Climática.
- La Dirección General de Energía.
- La Dirección del Instituto Catalán de Energía.
- La Dirección del Instituto Catalán del Suelo.
- La Presidencia de Infraestructuras de la Generalitat de Catalunya.
- La Dirección General de Patrimonio.
- La Dirección General de Urbanismo.
- La Dirección General de Servicios Sociales.
- La Dirección General de Administración Local.

Además, forma parte del consejo de administración el director del Programa Temporal para el Diseño y la Creación de una Empresa Energética Pública de la Generalitat de Catalunya.